# Furth im Wald
Furth im Wald (txec antic, Brod nad Lesy) és una ciutat a l'Alt Palatinat, Comtat de Cham.

## Geografia
Furth es troba a tocar la frontera amb la República Txeca, delimitada pels rius i rierols Chamb, el Pastritz fred i Pastritz calent. La ciutat no és només [Política polític, sinó també geogràficament una separació entre els Boscos de l'Alt Palatinat al nord i el  Bosc Bavarès al sud, puix que la Vall Cham-Further marca una clara completa un profunda vall entre aquestes dues muntanyes baixes. Al nord-est de la ciutat es troba el Dieberg sobre el qual s'aixeca l'Observatori de Baviera. L'any 1946, la ciutat va annexar una part del municipi Grabitz. Renkam i Sengenbühl, l'1 de gener de 1972 Lixenried i una part del municipi Herzogau van fusionar. A Alemanya toca al nord-est la ciutat de Waldmuenchen i el municipi de Gleissenberg, al sud Weiding i Arnschwang i a l'est Eschlkam. Al nord toca el districte txec Okres Domažlice.
Els nuclis són sis:
- Furth im Wald
- Grabitz
- Herzogau (amb els barris de Voithenberg i Voithenberghütte)
- Lixenriedb
- Ränkam
- Sengenbühl

Els barris (Gemeindeteile) són: 
Äpflet, Aiglshof, Blätterberg, Blasihof, Böhmerstraße, Bogen, Bruckmühle, Daberg, Degelberg, Dieberg, Furth im Wald, Grabitz, Grasmannsdorf, Grub, Gschwand, Haberseigen, Klöpflesberg, Kühberg, Leinmühle, Lixenried, Oberrappendorf, Ösbühl, Ränkam, Rußmühle, Schafberg, Sengenbühl, Seuchau, Straßhof, Tradl, Tradt, Unterdörfl, Unterrappendorf, Voithenberg, Voithenberghütte, Waradein, Wutzmühle i Ziegelhütte

## Història
El nom del municipi significa gual al bosc (furt en alemany modern i brod en txec signifiquen gual) en referència a un antic gual al riu Chamb.

### Edat de la pedra
Els destrals de pedra i altres troballes prehistòriques deixen constància de les primeres urbanitzacions en el Neolític vora 4500 a.d.C.

### Edat mitjana
El 9 d'abril de 1086 es mencionava documentalment Furth im Wald per primer cop. En aquest escrit l'emperador Enric IV del Sacre Imperi Romanogermànic atorgava diversos pobles i llogarets del Comtat de Marca anomenat Cham, entre ells també Vurte, que desenvolupat esdevingué més tard la ciutat de Furth im Wald, al Regensburger (alcaid de la catedra) Friedrich dels Comtes de la Casa de Bogenaus per serveis especials durant la Investiturstreits.
L'any 1300 es consigna Furth im Wald per primer cop de lloc duaner. El 1332 el duc Heinrich XIV. atorgava drets de ciutat. El 1426 tingueren lloc saquejos i assassinats dels Hussites a la zona fronterera respecte a la qual es destruïa probablement també Furth. El 1470 s'estableix la delimitacion de fronteres de Furth i es constitueix la Grenzfahne de límits  (organització de fronteres bavaresa més vella) .
 vegeu també Burgstall Einberg

### Temps moderns
El 1514 el capità de frontera Sigmund de Seyboltsdorff describia la Visió fronterera, la descripció de límit cartogràfica més vella de Baviera (de Furth fins a l'Arber). El Further Drachenstich era mencionat per primer cop el 1590. Es considera l'espectacle de poble més antic d'Alemanya. Originalment es representaven amb motiu del Corpus Christi. A l'escenificació de teatre es representen des de 1951 les guerres d'hussites com a fons del Drachenstichs.
El 1633 els suecs devastaven la ciutat després de la retirada dels Wallenstein. Després de la batalla a l'Antlesbrunn durant la Guerra de Successió Espanyola el 1703 la ciutat va ser presa i saquejada. El 1861 la ciutat va ser connectada a la xarxa ferroviària a la línia principal Nürnberg-Praga. El 1863 un incendi devastava la meitat oriental de la ciutat i el vell Stadturm. La Segona Guerra Mundial va estalviar la ciutat, malgrat les batalles feroces a la zona de la frontera a l'abril i maig de 1945.

### Present
De 1946 a 1957 la ciutat va acollir un camp per uns 706.000 alemanys expulsats de Txèquia després de la guerra. El 1964 tornà a obrir-se el pas de frontera amb l'aleshores Txecoslovàquia. Els blocatges de frontera del costat txec txecoslovaca van suprimir-se-se el 1990. Alemanya i Txèquia van signar un pacte per simplificar el trànsit transfronterer el 1995. Des del 21 de desembre de 2007 el control de frontera entre Alemanya i Txèquia va abolir-se definitivament i el despatx de la duana va ser suprimit.

## Ajuntament
El consell de la ciutat consta de 20 consellers i d'un Primer Burgmestre.
Burgmestres
1. Johannes Müller (Cfw, Cristians Lliures Wählervereinigung)

Després de la mort del burgmestre de molts anys Reinhold Macho (mort el 8 de setembre de 2005 2005) (csu) van celebrar-se eleccions noves eleccions. Es produïa l'elecció de punxada entre el candidat Volker Heiduk (VOTANTS LLIURES) i Johannes Müller (Cfw). Johannes Müller va guanyar.
2. Michael Mühlbauer (Fw, Freie Wähler)
3. Franz Former (CWG, Christliche Wählergemeinschaft)
Cooperacions i agermanaments
Furth im Wald va agermanar-se amb les ciutats següents:
- Ludres (França)
- Furth bei Göttweig (Àustria)
- Domažlice (Txèquia)

Padrinatge
El 1957 la ciutat va padrinar els expulsats de Sudetenland de la ciutat i el districte de Bischofteinitz.

## Cultura i atraccions

### Museus
- Museen am Stadtturm (Museus a la torre de ciutat)
  - Landestormuseum (Museu de la porte del Land) amb col·leccions de la pre i protohistòria, de la història de la ciutat i de la frontera de l'estat, de l'artesanat, de l'art popular i de la vida rural i urbana
  - El Erste Deutsche Drachenmuseum (Primer museu alemany dels dracs) ensenya la història del festival local i dels dracs a la història cultural general.
  - El Museum des Heimatkreises Bischofteinitz (Museu nacional del districte de Bischofteinitz) prové de les col·leccions del cercle folklòric sudètic de Bischofsteinitz i l'Egerland meridional.
  - Secció Vidre i carrer de vidre amb una àrea d'experimentació per als nens
- Privates Museum Flederwisch mit Transmissionswerkstatt, historischer Druckerei, Schmiede und Auswanderungsagentur

- Museu privat Plomall amb Taller de transmissió, impremta històrica, ferreria i agència d'emigració
- Die historische Hammerschmiede Voithenberghütte liegt im Tal der Kalten Pastritz unmittelbar an der Grenze zur Tschechischen Republik. Sie wurde 1823 durch den Freiherrn Zacharias Voith von Voithenberg erbaut und war bis 1926 in Betrieb. Die Werkstatt ist eine Außenstelle des Landestormuseums, beherbergt eine Ausstellung von Schmiedeprodukten und Dokumenten und zeigt Schmiedevorführungen mit zwei wasserradgetriebenen Hämmern

- La històrica Ferreria de martell Voithenberghütte és a la vall el Kalten Pastritz immediatament en el límit a la República Txeca. Era delectada el 1823 pel baró Zacharias Voith per Voithenberg i era fins a 1926 en marxa. El taller és una agència del museu de boigs del land, allotja una exposició de productes de ferreria i documents i ensenya presentacions de ferreria amb dos martells wasserradgetriebenen
- El museu privat Waldmuseum Sengenbühl al Steinbruchsee (Llac de la pedrera) exposa una col·lecció d'uns 800 preparats d'animals autòctons, material il·lustratiu de la geologia i de la flora de l'entorn i eines de fusteria

### El túnels de Furth
Com sovint a Baviera, una xarxa de túnels passa sota la ciutat. Historiadors i voluntaris van explorar i restaura'ls. A l'estiu es poden visitar.

### El llacDrachensee
L'obra d'un pantà de 175 hectàrees al riu Cham que ha de protegir la ciutat contra les inundacions va començar el 2003 i la ciutat va celebrar la seva inauguració el 2009. Una cadena d'illes artificial divideix el pantà en zones de lleure aquàtic i zones de protecció de la natura amb biòtops que atreuen una gran diversitat d'espècies. El drac de l'obra de teatre més antic d'Alemanya, el Furhter Drachenstich va donar el seu nom al pantà Drachensee (Llac dels dracs).

### Leonhardiritt
El dilluns de pascua se celebra des de més de dos segles la Leonardiritt o «cursa de Sant Leonard» amb un ritual catòlic de benedicció de cavalls.

### Església de l'ascensió de Maria
Església catòlica barroca eixamplat el 1893

## Economia i infraestructura
Furth es troba a la línia ferroviària Schwandorf-Plzeň i té connexions regulars amb Schwandorf, Regensburg, Nürnberg i Múnic. La carretera nacional B 20 connecta la ciutat a la xarxa federal alemanya i txeca.
D'una Vidrieria tradicional va crear-se la "Flabeg" que va desenvolupar d'una tècnica per al doblegament de vidre i és alhora mundialment a un dels fabricants més importants de miralls de vehicle, vidre de visualitzador, de pantalla i d'escàner així com col·lectors de sol per parabòlics. Existeixen diversos polígons industrials petits amb empreses d'electrònica. El turisme, l'escorxador, els serveis i el comerç són les altres activitats econòmiques importants.

## Fills i filles de la ciutat
- Emil Buecherl, metge
- Franz Christoph, publicista i cofundador del moviment Krüppelbewegung
- Michael Datzl, bugmestre, diputat federal i del land
- Aloys Fischer, pedagog
- Hugo Geiger, diputat de land i darrere ministre de correu bavarès (1945)
- Adalbert Moliner, escriptors i historiador local
- Sissi Perlinger, actriu
- Helmut Sturm, pintor
- Helge Weindler, maquinista

Ciutadans d'honor
- Sebastian Werner, rector
- Edmund Stoiber, polític
- Willi Gabriel
- Rudolf Blahut
- Manfred Zollner

## Galeria

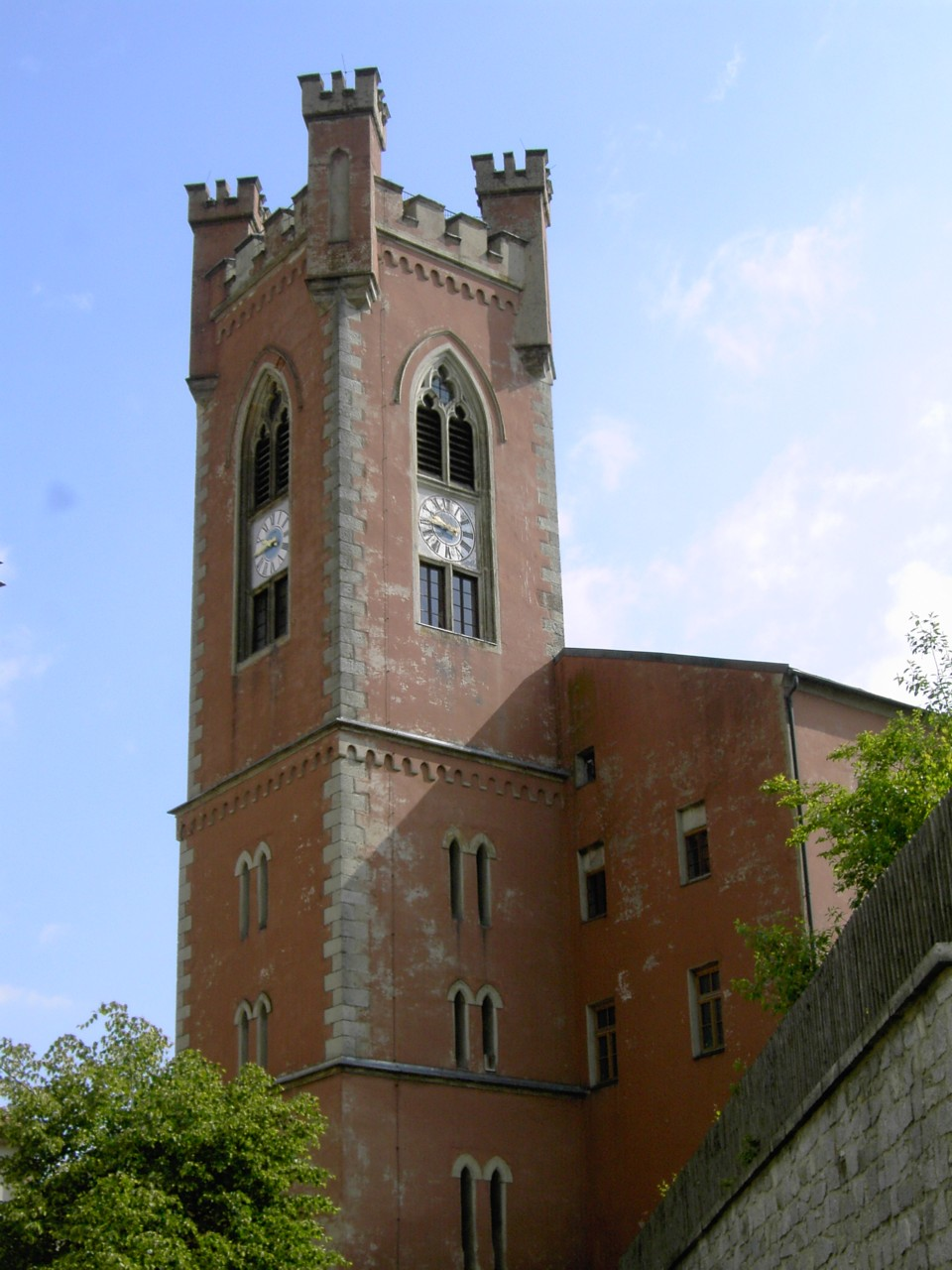
Belfort
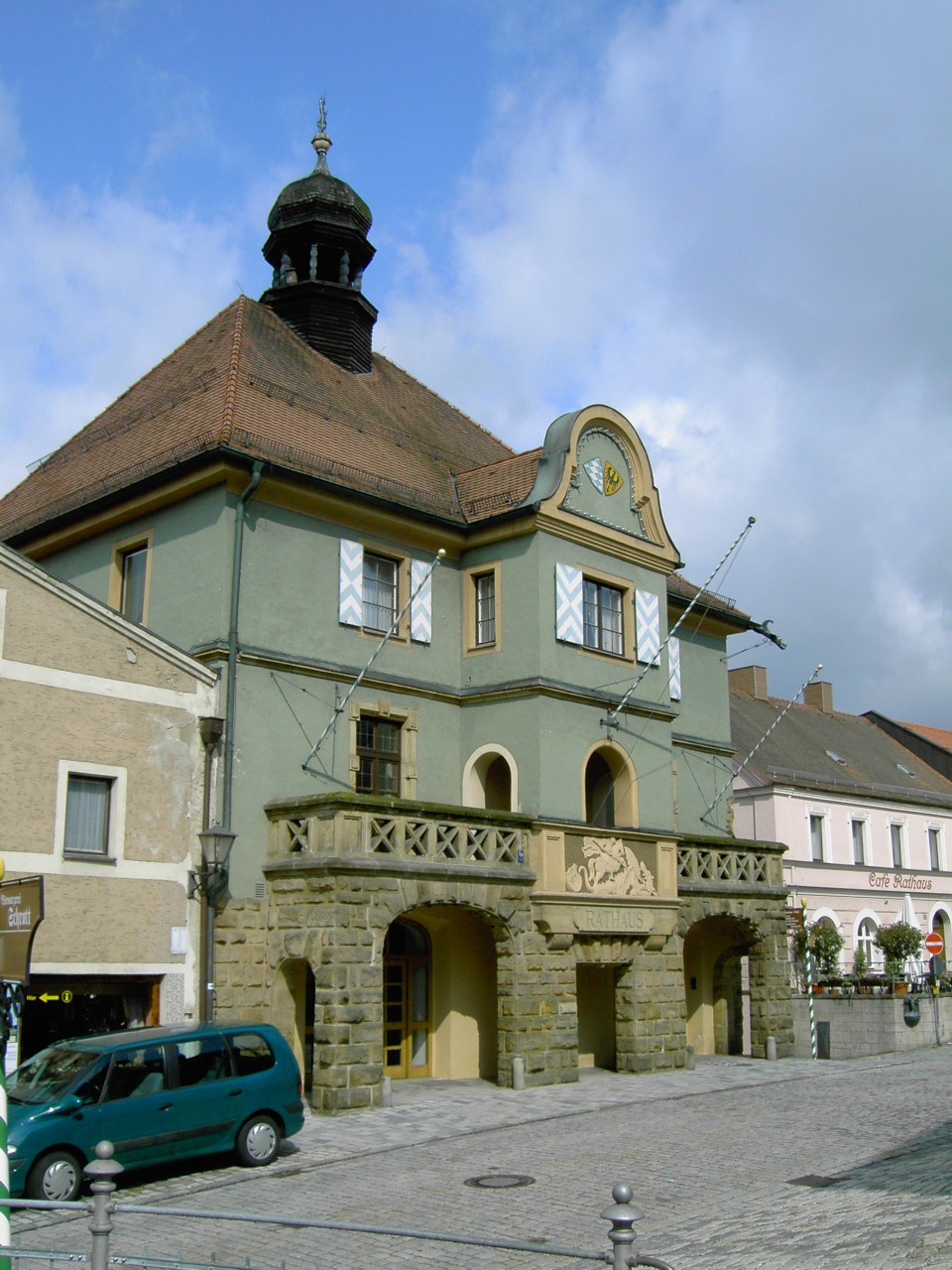
Ajuntament
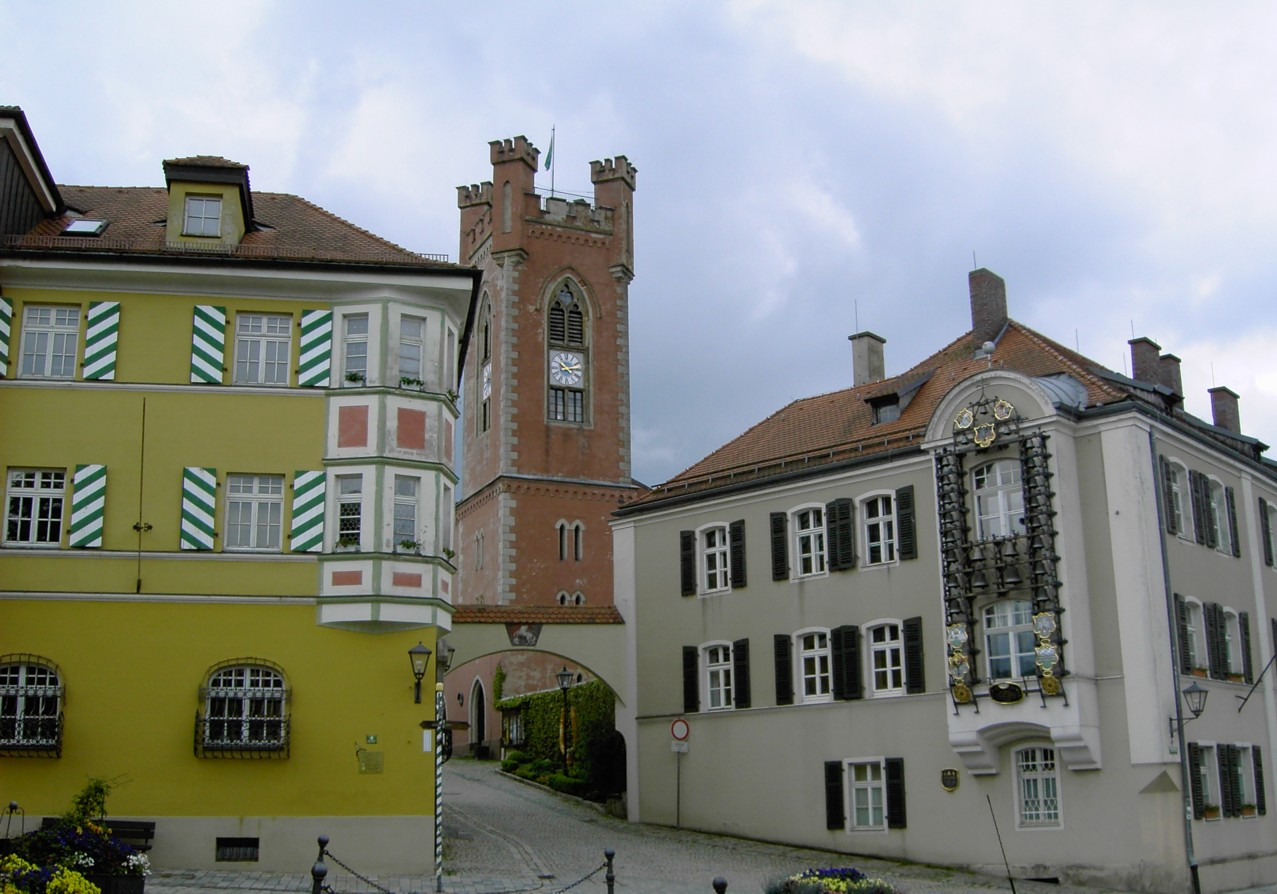
Vista des de la plaça major Stadtplatz a la dreta el jutjat de primera instància amb carilló
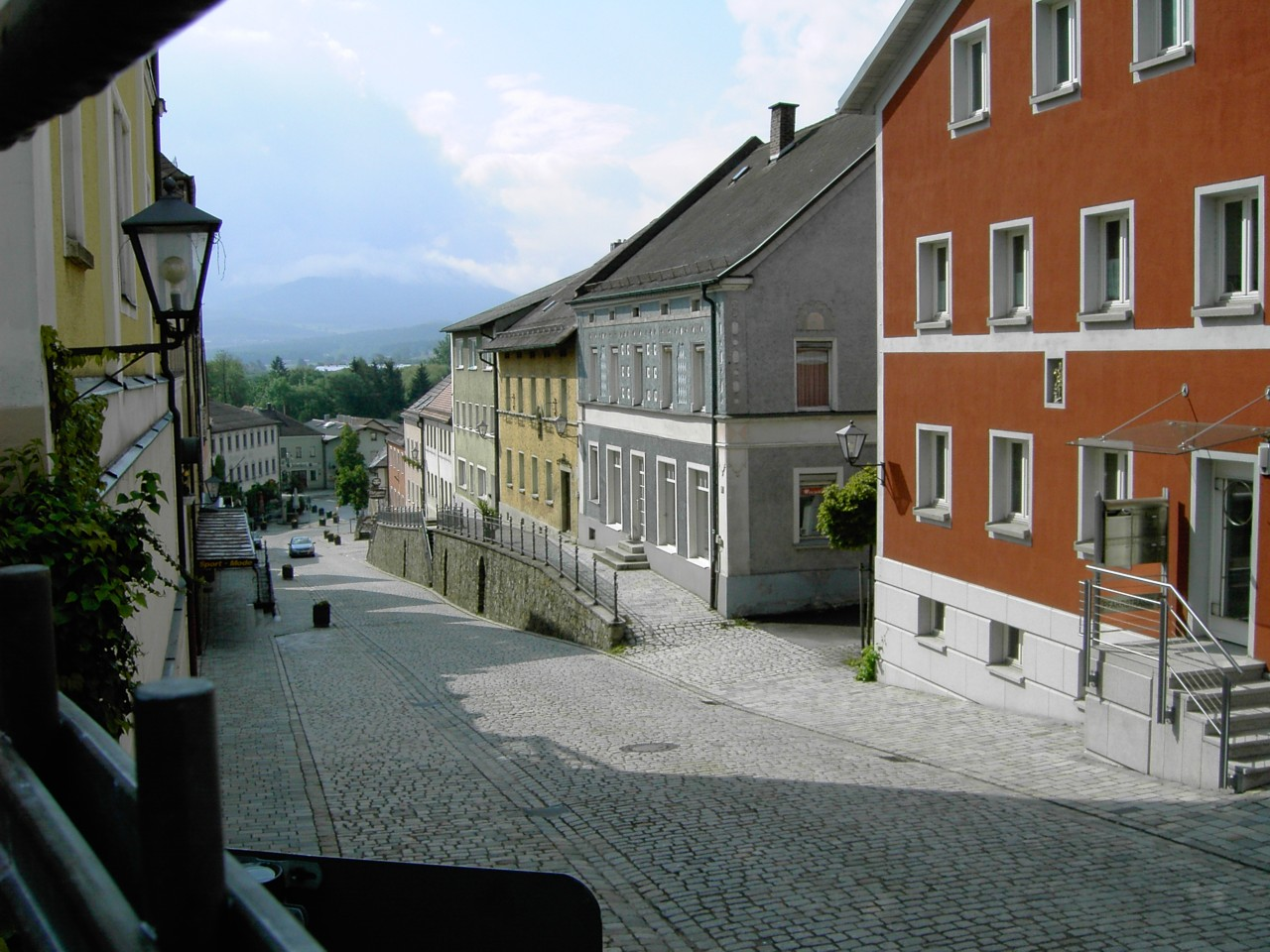
El carrer Pfarrstraße